# Heinrich Mücke
Heinrich Mücke   (Breslau, 9 d'abril de 1806 - Düsseldorf, 16 de gener de 1891) va ser un destacat pintor realista conegut per les seves pintures litúrgiques i de gènere, així com els frescos, que encara adornen alguns dels antics castells i catedrals d'Alemanya. Les seves pintures estan penjades avui als principals museus d'Alemanya, com ara la Alte Nationalgalerie de Berlín, el Museu Breslau i el Museu Brunn. El seu fill, Karl Mücke, també va ser un reconegut pintor de gènere. Heinrich Mücke va ser professor a l'Acadèmia de Düsseldorf i va rebre la Medalla Portuguesa d'Art i Ciències, així com la Medalla de Breslau. Està associat a l'escola de pintura de Düsseldorf.

## Biografia

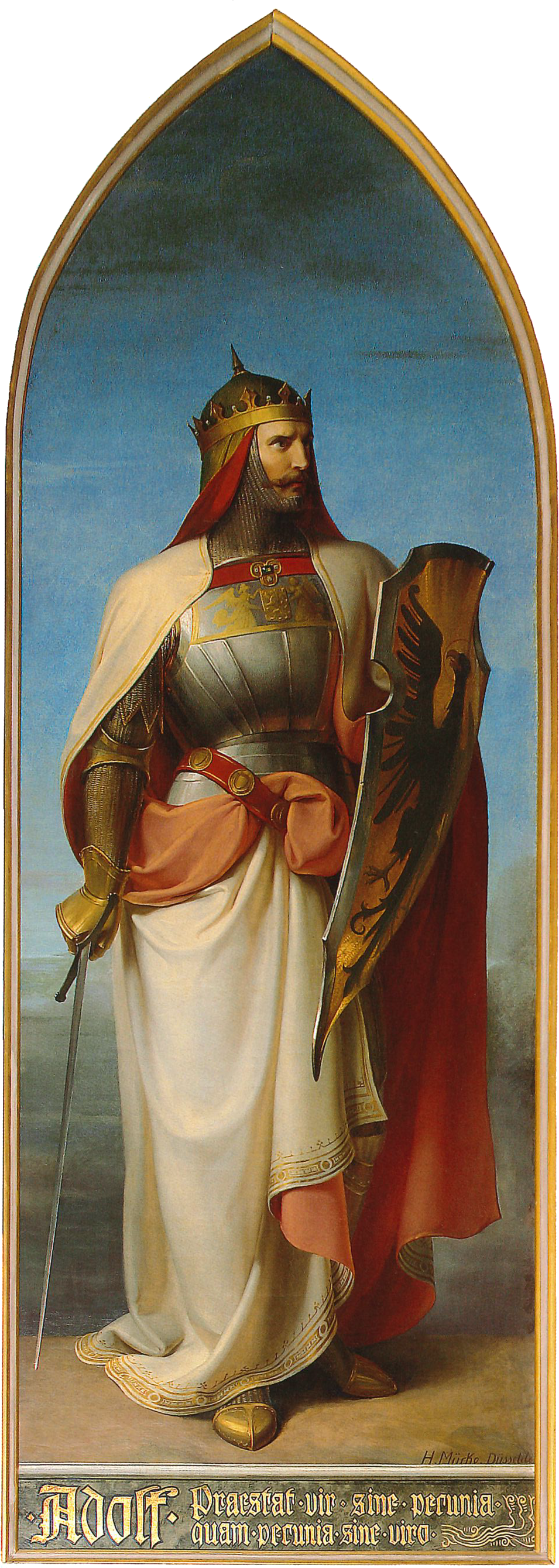
Adolf, rei dels romans (1841)

Heinrich Mücke va néixer a Breslau, després a Prússia i avui a Polònia, a la primavera de 1806. Va rebre formació formal en art tant a l’Acadèmia de Berlín com a l'Acadèmia de Düsseldorf. Mücke va treballar amb el pintor ben establert Friedrich Wilhelm Schadow. Els viatges van ser un element important de la vida a Mücke, essent Itàlia la seva primera estada a l'estranger durant l'hivern de 1834–35. Més tard, l'any 1850 va visitar Anglaterra, mentre va anar de vacances a Suïssa moltes vegades. Des de les primeres predileccions, va triar temes religiosos històrics, especialment aquells que contenien temes dramàtics o exaltats.

## Pintures litúrgiques
Els temes bíblics van ser els primers pels quals Mücke era conegut. En el nucli de la seva primera carrera pictòrica va completar obres com: Santa Caterina portada pels àngels al mont Sinaí (1836); Sant Ambrosi i emperador Teodosi (1838); Santa Isabel s'acomiada del seu marit (1841); Saint Elizabeth Giving Alms (1841), l'última de les quals està penjada a la National Gallery de Berlín, Alte Nationalgalerie. Altres olis litúrgics de finals de la Dècada de 1840, principis de la Dècada de 1850 i obres sense data són: Coronació de la Mare de Déu (1847); Sant Adelbert (1851); Cicle de Vida de Sant Meinrad; Bon Pastor; i Crist Crucificat.

## Pintures de vida noble, escenes de gènere i retrats
Heinrich Mücke també va atendre altres temes, especialment quan tenia quaranta anys. Li agradava retratar personatges històrics famosos en terres estrangeres, com Dante a Verona (1846) i Cleòpatra morint (1873). El conegut Retrat masculí (1861) està penjat al Museu de Düsseldorf. Finalment, per destacar la seva obra de gènere, es pot recórrer al seu quadre Mare i nen (ca. 1850); aquesta darrera obra va ser destruïda per un incendi forestal l'any 2017 de la col·lecció de C. Michael Hogan.

## Els frescos
No content amb l'art litúrgic sobre tela, Mücke va gaudir de la creació de frescos expansius en alguns dels magnífics edificis antics d'Alemanya. El primer exemple conegut és una sèrie de moltes imatges grans produïdes durant un període de nou anys al castell Heltorf, prop de Düsseldorf: Escenes de la vida de Barbarroja (1829–1938). En general, els frescos de Mücke comprenien composicions primerenques, encara que aquestes obres estaven clarament entrellaçades en el temps amb les seves pintures a l'oli litúrgiques.

## Karl Mücke, fill d'Heinrich

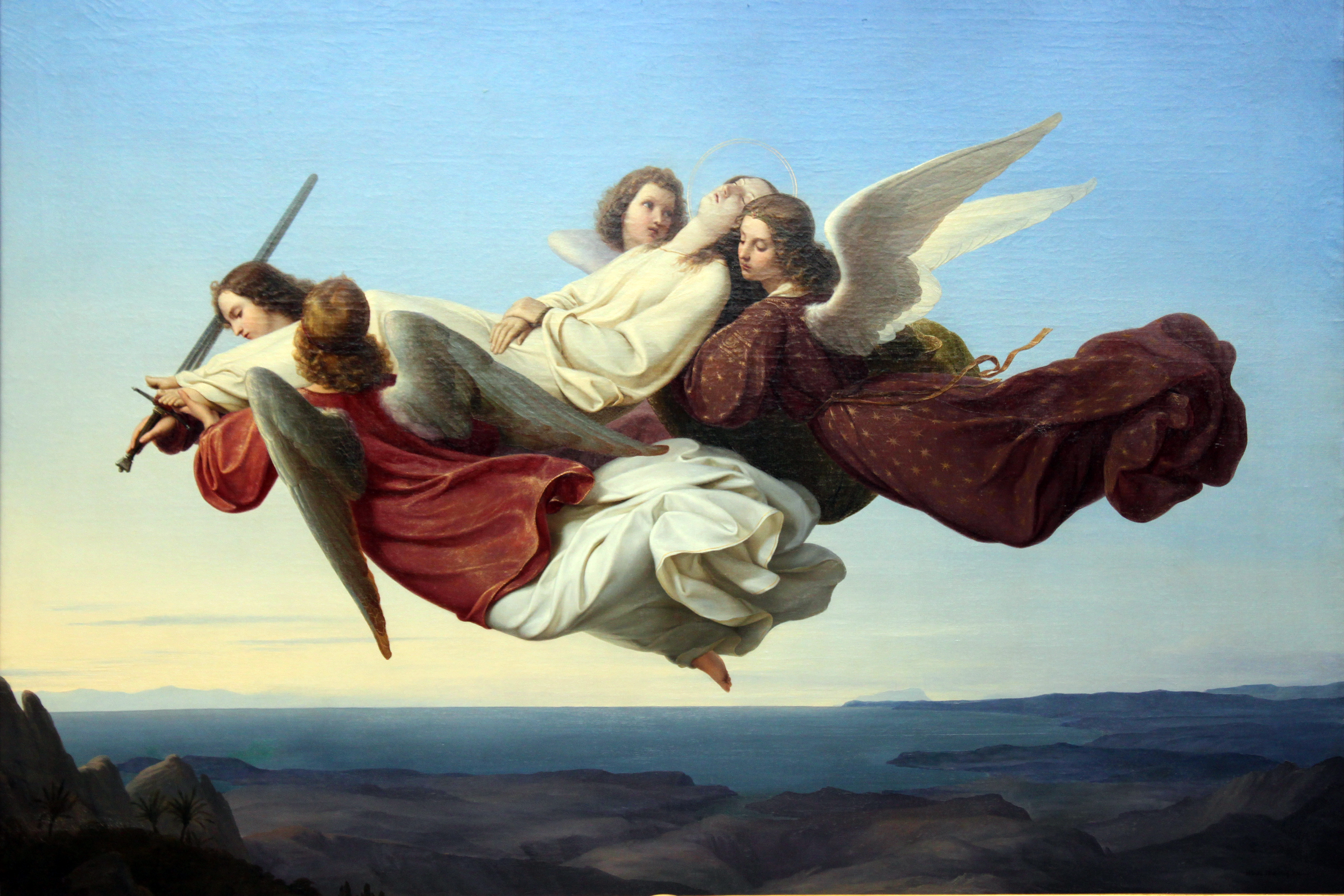
El cadàver de Santa Caterina (1836)

Karl Mücke va néixer el 1847 i segurament va estudiar amb el seu pare. Karl es va convertir en un pintor distingit per dret propi, encara que no tan renombrat com el seu pare. Es va especialitzar en pintura de gènere i és reconegut per obres com Germà petit, Diumenge a la tarda, L'alegria de la mare, Goigs paterns i Reparació de xarxes a la costa d'Holanda. Karl va morir el 27 de maig de 1923.

## Col·leccions permanents
- Museu de Breslau
- Museu Brunn
- Museu Chemnitz
- Museu de Düsseldorf
- Galeria Nacional de Berlín